# سن-الکساندر، کبک
سن-الکساندر (به فرانسوی: Saint-Alexandre) شهری در منطقه شهری لو او-ریشولیو ناحیه مونترژی در استان کبک کانادا است. در سرشماری سال ۲۰۱۱ این شهر ۲٬۵۱۷ نفر جمعیت داشته‌است و مساحت آن ۷۶٫۵۵ کیلومتر مربع است.